# زولت بوغنار
زولت بوغنار (بالمجرية: Bognár Zsolt)‏ هو مدرب كرة قدم ولاعب كرة قدم مجري، ولد في 28 مارس 1979 في Csorna ‏ في المجر. لعب مع غيور تورنا أوزتالي ونادي ديوسجوري ونادي فروسينوني ونادي فيرينتسفاروشي ونادي مسينا.

## وصلات خارجية
- زولت بوغنار على موقع قاعدة بيانات كرة القدم.إي يو (الإنجليزية)
- زولت بوغنار على موقع Soccerbase.com (لاعب) (الإنجليزية)